# Сахелантроп
Сахелантропът (Sahelanthropus tchadensis) който е живял приблизително преди 7 млн. години е вид човекоподобна маймуна. Неговото място в еволюцията на хоминидите не е изцяло прието.

## Вкаменелости
Съществуващите останки – относително малък череп наречен Тумай („надежда за живот“ на местния език Тебу в Чад), пет парчета от челюст и някои зъби – имат смесица от наследени и примитивни черти. Обема на черепната кутия е само от 340 cm³ до 360 cm³, размер подобен на този на съществуващите шимпанзета и е забележително по-малък, отколкото на приблизителния размер на човешката черепна кутия, която е с размери горе-долу от 1350 cm³. Зъбите, ивицата на веждите и лицевата структура се различават доста от тези намерени в Homo sapiens. Поради получаването на изкривяване на черепа, 3D реконструкция чрез компютър не е използвана.

## Връзка с хората и човекоподобните
Сахелантропуса може да представлява общ предшественик на хората и шимпанзетата; няма консенсус относно това в научната общност. Оригиналното място на този вид е като човешки прародител, а ако е прародител и на шимпанзето, то това ще усложни картината на човешката филогенеза. По-точно, ако Тумай е директен прародител на човека, тогава неговите лицеви черти водят до съмнения за статуса на австралопитека, защото има гъста линия на веждите, подобна на някои по-късни хоминиди (например Homo erectus), докато тази морфология се различава от тази при всички австралопитеци. През 2020 г. е изследвана бедрена кост, която показва, че Сахелантропа не е ходил на два крака (бипедализъм), и това хвърля съмнение относно позицията му като човешки прародител, но по-ново изследване показва, че е ходил на два крака.